# Lex van Rossen Award
De Lex van Rossen Award was een stimuleringsprijs voor jonge Europese muziekfotografen, ingesteld door het popfotografieplatform Popview. De prijs was vernoemd naar popfotograaf Lex van Rossen, die op 24 februari 2007 op 57-jarige leeftijd overleed. Van Rossen werkte onder andere voor NRC Handelsblad, Muziekkrant OOR en het Haarlems Dagblad. Met de Lex van Rossen Award en de expositie Popview, waarin werk was te zien van de genomineerden, wilde Popview (Floor Boogaart en Lennard Dost) jong, Europees muziekfotografietalent een stimulans geven.
Van 2008 tot en met 2011 werd de prijs jaarlijks uitgereikt tijdens Eurosonic Noorderslag (The European Music Conference and Showcase Festival) in Groningen. Aan de prijs was een bedrag van 2.500 euro verbonden.

## Winnaars
- 2008 - Annie Hoogendoorn (Nederland)
- 2009 - Tom Verbruggen (België)
- 2010 - Graham Smith (Ierland)
- 2011 - Dirk Wolf (Nederland)